# Anthoscopus minutus
Anthoscopus minutus е вид птица от семейство Remizidae.

## Разпространение
Видът е разпространен в Ангола, Ботсвана, Намибия, Южна Африка и Зимбабве.